# Вили, Таннер
Таннер Алавоа Вили (англ. Tanner Alavoa Vili, родился 13 мая 1976 года в Окленде) — новозеландский и самоанский регбист, игравший на позициях флай-хава и фулбэка.

## Биография
Выступал в чемпионате провинций Новой Зеландии за команды «Веллингтон» и «Каунтиз Манукау», а также за команду «Кинг Каунтри» в чемпионате Хартленд. Играл в 2000—2001 годах за команду «Харрикейнз» в Супер Регби; в 2002—2004 годах — игрок клуба «Бордер Рейверс» в Кельтской лиге, в 2004—2006 годах — игрок клуба «Кинтэцу Лайнерс» японской Топ-Лиги.
За сборную Самоа дебютировал 29 мая 1999 года матчем против Канады. Сыграл 31 матч, набрал 99 очков (4 попытки, 20 реализаций и 13 штрафных). Участник чемпионатов мира 1999 и 2003 годов: сыграл 5 матчей на кубках мира, занеся одну попытку и пробив две реализации (9 очков). 26 ноября 2005 года в матче против Англии на «Туикенеме» (поражение 3:40) забил штрафной: на 67-й минуте Вили получил жёлтую карточку и 10-минутное удаление из-за опасного захвата за шею Марка Куэто (минутами ранее был на 10 минут удалён Джастин Ва’а), а на 77-й минуте самоанец Алесана Туилаги врезался в воздухе в того же Куэто, после чего произошла драка. Туилаги был удалён как зачинщик драки, но также был удалён и заступившийся за Куэто Льюис Муди. Последнюю игру сыграл 1 июля 2006 года в Госфорде против Тонга.
В 2004 году провёл три тест-матча за сборную тихоокеанских государств «Пасифик Айлендерс» против австралийцев, новозеландцев и южноафриканцев. В неофициальной игре против сборной Нового Южного Уэльса (формально клуб «Уаратаз»), завершившейся победой «островитян» 68:21, отдал результативный пас на занёсшего попытку Тауфа’ао Филисе.